# Bob Bondurant
Robert ”Bob” Bondurant, född 27 april 1933 i Evanston, Illinois, död 12 november 2021 i Paradise Valley nära Phoenix, Arizona, var en amerikansk racerförare.

## Racingkarriär
Bondurant, som växte upp i Los Angeles, tävlade redan som 18-åring med en Indian Scout motorcykel på en oval jordbana.
1956 började han tävla i sportvagnsracing men han uppmärksammades inte förrän han vann  West Coast "B" Produktion Championship i en Chevrolet Corvette 1959 då han också blev årets Corvetteförare. Bondurant körde tillsammans med Dan Gurney i Le Mans 24-timmars 1964 i en Shelby Daytona, där de slutade fyra men vann GT-klassen. 
Bondurant debuterade i formel 1 för Ferrari i USA 1965. Säsongen 1966 körde han för Team Chamaco Collect i en BRM. I säsongsavslutningen körde han sedan två lopp för Eagle.
Han tävlade även för Ferrari i sportvagnsracing och var teknisk konsult åt John Frankenheimer vid inspelningen av filmen Grand Prix.
Året efter körde han i CanAm-serien i en McLaren. Han skadades i en stor olycka då styrningen gick sönder och bilen kraschade mot en skyddsvall och slog runt åtta gånger.
Bondurant hade en racingskola i Phoenix i Arizona.

## F1-karriär
| Säsong | Stall/Tillverkare                                     | Poäng | Placering |
| ------ | ----------------------------------------------------- | ----- | --------- |
| 1965   | Ferrari Reg Parnell (Lotus-BRM)                       | 0     | –         |
| 1966   | Team Chamaco Collect (BRM) Eagle-Climax Eagle-Weslake | 3     | 14        |